# رود کون
رود کون (قزاقی: Көң) یک رودخانه در استان قراغندی کشور قزاقستان است.